# Mystus
Mystus (von griechisch mustès „aus den Mysterien“, oder mystax „Bart“) sind eine in Süßgewässern Asiens lebende Gattung der Stachelwelse aus der Ordnung der Welsartigen (Siluriformes). Das Verbreitungsgebiet der artenreichen Gattung reicht von Kleinasien über Zentralasien, den Indischen Subkontinent und Südostasien, einschließlich der Großen Sundainseln, über China bis in das Stromgebiet des Amur.

## Merkmale
Mystus-Arten werden 7 bis 46 cm lang und haben einen langgestreckten, spindelförmigen, schuppenlosen Körper, der seitlich leicht abgeflacht ist. Der Kopf ist kurz, die Augen sind relativ groß und nicht von Haut bedeckt. Von den vier Bartelpaare sind die vorderen Oberkieferbarteln auffallend lang. Die Rückenlinie ist stärker gebogen als die Bauchlinie. Die von einem gesägten Stachel gestützte Rückenflosse ist kurz und beginnt am höchsten Punkt der Rückenlinie. Die dahinterliegende Fettflosse ist relativ lang, die Afterflosse mäßig lang. Die Bauchflossen sind mit einem Stachel versehen. Die Schwanzflosse ist gegabelt.

## Arten
Fishbase listet über 40 Arten, eine Typusart wurde nicht festgelegt.

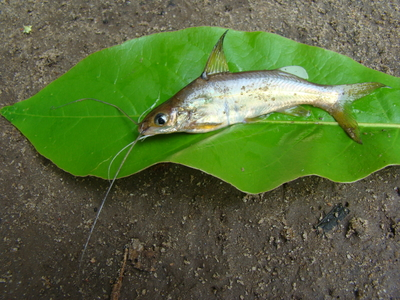
Mystus gulio

Mystus leucophasis

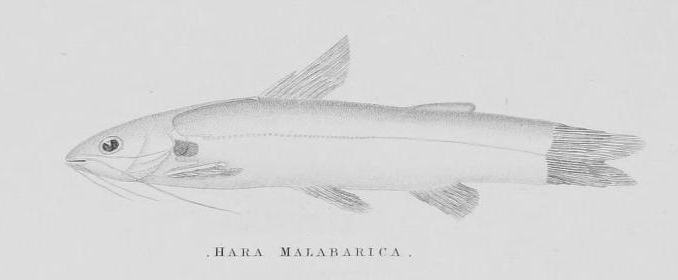
Mystus malabaricus

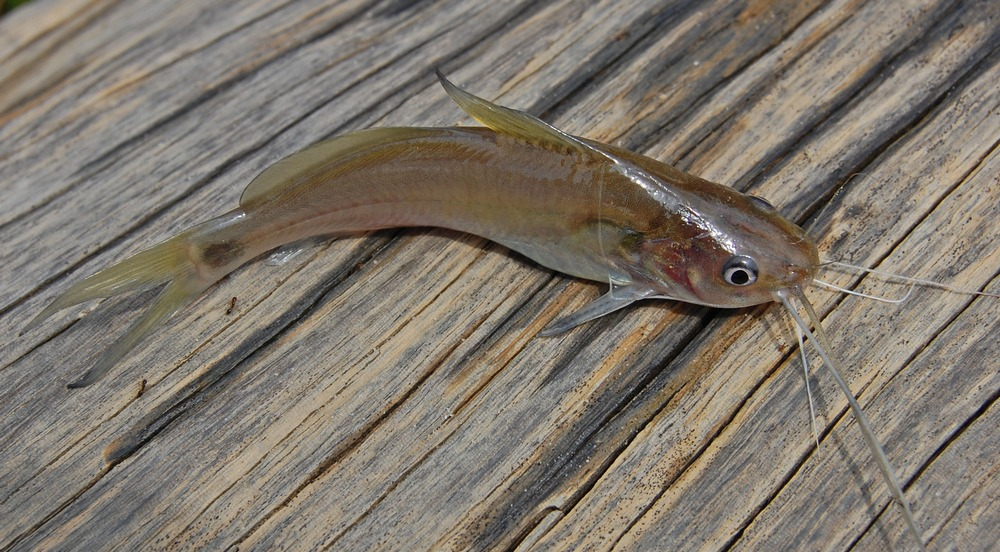
Mystus cf. nigriceps

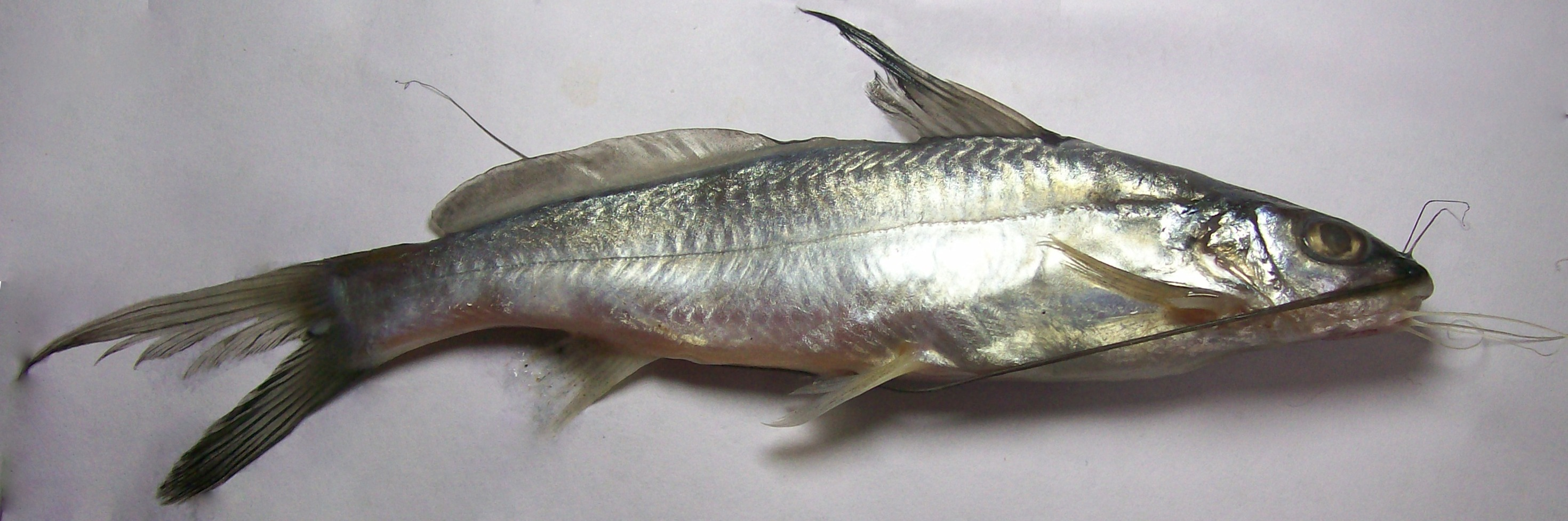
Mystus seengtee

- Mystus abbreviatus (Valenciennes, 1840)
- Mystus alasensis Ng & Hadiaty, 2005
- Mystus albolineatus Roberts, 1994
- Mystus ankutta Pethiyagoda, Silva & Maduwage, 2008
- Mystus armatus (Day, 1865)
- Mystus armiger Ng, 2004
- Mystus atrifasciatus Fowler, 1937
- Mystus bimaculatus (Volz, 1904)
- Mystus bleekeri (Day, 1877)
- Mystus bocourti (Bleeker, 1864)
- Mystus canarensis Grant, 1999
- Mystus carcio (Hamilton, 1822)
- Mystus castaneus Ng, 2002
- Mystus catapogon Plamoottil, 2016
- Mystus cavasius (Hamilton, 1822)
- Mystus chinensis (Steindachner, 1883)
- Mystus cineraceus Ng & Kottelat, 2009
- Mystus falcarius Chakrabarty & Ng, 2005
- Mystus gulio (Hamilton, 1822)
- Mystus heoki Plamoottil & Abraham, 2013
- Mystus horai Jayaram, 1954
- Mystus impluviatus Ng, 2003
- Mystus indicus Plamoottil & Abraham, 2013
- Mystus keletius (Valenciennes, 1840)
- Mystus keralai Plamoottil & Abraham, 2014
- Mystus leucophasis (Blyth, 1860)
- Mystus malabaricus (Jerdon, 1849)
- Mystus menoni Plamoottil & Abraham, 2013
- Mystus montanus (Jerdon, 1849)
- Mystus multiradiatus Roberts, 1992
- Mystus mysticetus Roberts, 1992
- Mystus ngasep Darshan, Vishwanath, Mahanta & Barat, 2011
- Mystus nigriceps (Valenciennes, 1840)
- Mystus oculatus (Valenciennes, 1840)
- Mystus pelusius (Solander, 1794)
- Mystus prabini Darshan et al., 2019
- Mystus pulcher (Chaudhuri, 1911)
- Mystus punctifer Ng, Wirjoatmodjo & Hadiaty, 2001
- Mystus rhegma Fowler, 1935
- Mystus rufescens (Vinciguerra, 1890)
- Mystus seengtee (Sykes, 1839)
- Mystus singaringan (Bleeker, 1846)
- Mystus tengara (Hamilton, 1822)
- Mystus velifer Ng, 2012
- Mystus vittatus (Bloch, 1794)
- Mystus wolffii (Bleeker, 1851)
- Mystus zeylanicus Ng & Pethiyagoda, 2013